# N.H.O.
N.H.O. är ett musikalbum av Nyckelharporkestern, utgivet 2003 av Drone Music. Albumet grammisnominerades 2004.

## Låtlista
1. "Stora vinterpolskan" (Roswall) – 3:10
2. "Klinten" (Svensson) – 2:52
3. "Junipolskan" (Hedin) – 5:03
4. "Surpolska" (Johansson) – 4:02
5. "Slängpolska från Skarpnäck" (Roswall arr; Roswall, Hertzberg) – 3:24
6. "2 polskor till Curt Tallroth" (Johansson arr; Johansson, Hertzberg, Eriksson) – 3:11
7. "Spanska polskan" (Svensson) – 4:08
8. "Portapolska" (Roswall) – 4:23
9. "Schottismarsch" (Eriksson arr; Eriksson, Roswall, Hertzberg) – 2:50
10. "Herrgårdspolskan" (Hedin) – 3:27
11. "Johannas vals" (Hertzberg arr; Hertzberg, Roswall) – 4:09
12. "Emma dansar" (Eriksson arr; Eriksson, Svensson, Johansson) – 3:36
13. "Polska dadent" (Hertzberg arr; Hertzberg, Hedin, Roswall) – 3:05
14. "Aspen" (Svensson) – 4:58
15. "Isabells jul-jigg" (Svensson arr; Johansson) – 2:45
16. "Isaks dopvals" (Svensson arr; Svensson, Hedin, Roswall) – 3:20

Total tid: 59:18 
Alla låtar är arrangerade av kompositören om inget annat anges.

## Nyckelharporkestern
- Olov Johansson — kromatisk nyckelharpa (2, 6), oktavnyckelharpa (1, 3, 4, 7, 10, 12, 14, 15)
- Johan Hedin — tenornyckelharpa (1, 2, 4, 7, 13, 15, 16), kromatisk nyckelharpa (3, 10)
- Ola Hertzberg — kromatisk nyckelharpa (1, 4, 7, 9, 10, 13-15), moraharpa (5), altnyckelharpa (6, 11)
- Markus Svensson — kromatisk nyckelharpa (1-4, 7, 10, 12, 14-16), altnyckelharpa (8)
- Niklas Roswall — kromatisk nyckelharpa (1, 4, 7, 8, 13-16), tenornyckelharpa (3, 10), moraharpa (5), altnyckelharpa (9, 11)
- Henrik Eriksson — kromatisk nyckelharpa (1, 4, 6, 7, 9, 10, 12, 14, 15), oktavnyckelharpa (2)

### Fotnoter
1. ↑  ”Grammisgalan 2004”. Musikhuset.se. http://www.musikhuset.se/galor/grammisgalan.2004.1.htm. Läst 21 januari 2013.